# Social dans

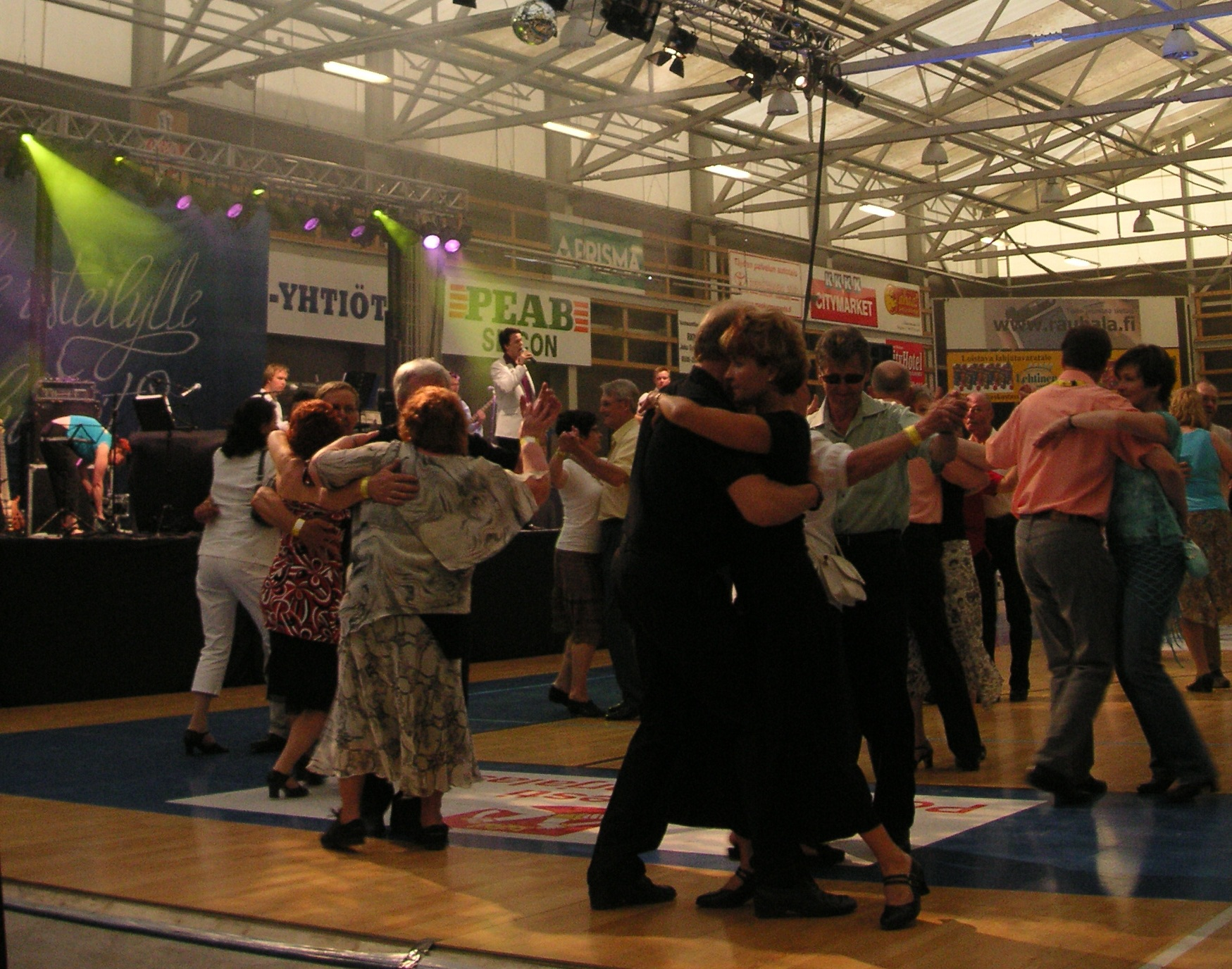
Social dans (finsk tango) till orkestermusik

Social dans, ibland kallat socialdans är danstillställningar där det primära syftet är att deltagarna roar sig tillsammans. En annan och vanligare beteckning är sällskapsdans. ”Social dans” står i motsats till tävlingsdans, men också till dansuppvisningar och danstävlingsträning. I social dans är det viktigt med en lättsam atmosfär. Vanligtvis används begreppet om förda pardanser, såsom foxtrot, bugg, lindy hop, salsa, gammaldans och tango. Men även folkdans och olika cirkeldanser ryms inom begreppet social dans.

## Termens historia på svenska
Beteckningen (men inte fenomenet) ”social dans” har hämtats från engelska till svenska. Ett tidigt belägg är i en recension av författaren Frances Rusts bok Dance in society 1970 i Dagens Nyheter. Recensenten Gunnar Adler‑Karlsson förklarade att ”[m]ed social dans avser författaren den som utövas för nöje och rekreation”; uttrycket var alltså inte känt i svenskan. Under 2000‑talet har kollokationen ”social dans” etablerats på svenska som en anglicism som tävlar med den äldre benämningen ”sällskapsdans”.